# La Cybériade
La Cybériade (titre original : Cyberiada) est un recueil de nouvelles de science-fiction de Stanisław Lem, publié en 1965 et traduit en français par Dominique Sila.

## Résumé
Deux personnages hauts en couleur, les constructeurs cosmiques Trurl et Clapaucius, rivalisent d'ingéniosité pour inventer les machines les plus invraisemblables. Ils s'en servent pour chasser les dragons, rendre amoureux ou changer de personnalité. Voguant de planètes en systèmes planétaires, ils répondent aux demandes des grands de ce monde, ou plutôt de cette galaxie. Parfois récompensés pour leurs bons offices, les deux compères sont souvent les victimes de leurs propres machines.

## Table des nouvelles
- Comment le monde échappa à la ruine. Cette nouvelle très courte pose déjà le climat de l'ouvrage : Trurl invente une machine qui sait fabriquer tout ce qui commence par la lettre N. Mais peut-elle fabriquer le Néant ? De fil en aiguille, on en arrive à une explication inattendue du paradoxe d'Olbers.
- La machine de Trurl qui mesure huit étages et qui tente de calculer 2+2.
- La grande rossée
- Les sept croisades de Trurl et Clapaucius
  1. Première croisade ou le piège de Gargancien
  2. Croisade no 1 bis ou l'électrouvère de Trurl
  3. Seconde croisade ou l'offre du roi férotien
  4. Troisième croisade ou le dragon des probabilités
  5. Quatrième croisade
  6. Cinquième croisade ou les tours de roi Jambonnier
  7. Croisade no 5 bis ou la consultation de Trurl
  8. Sixième croisade
  9. Septième croisade
- Histoire des trois machines à raconter du roi Genialain
- L'altruizine ou l'histoire véridique de l'ermite Bonnas lequel voulut faire le bonheur de l'Univers et ce qui s'ensuivit